# Knipolegus aterrimus
La viudita aliblanca (Knipolegus aterrimus), también denominada viudita negra común o viudita trinadora (en Argentina), viudita-negra de ala blanca (en Perú), viudita negra (en Chile y Paraguay) o viudita negra ala blanca (en Uruguay), es una especie de ave paseriforme de la  familia Tyrannidae perteneciente al género Knipolegus. Algunos autores sostienen que la presente se divide en más de una especie. Es nativa del oeste y sur de América del Sur.

## Distribución y hábitat
Se distribuye de forma disjunta; la subespecie K. aterrimus heterogyna —considerada por algunos como especie plena— en el norte de Perú (en el valle del Marañón desde Cajamarca al sur hasta Áncash); y desde el centro de Perú (desde Junín), por Bolivia (La Paz al sur hasta el este de Potosí y Tarija), hasta el centro sur de Argentina (hasta Chubut), en la temporada no reproductiva migra hacia el noreste de Argentina, Paraguay, y Uruguay. Fue registrada como vagante en Chile. También existen registros documentados en zonas limítrofes de Brasil: extremo suroeste de Rio Grande do Sul, Mato Grosso do Sul y sur de Rondônia.
Esta especie es considerada generalmente común en su hábitat reproductivo natural: los matorrales de montaña y bordes de bosque, principalmente entre 1500 y 3000 m de altitud hacia el norte, pero hasta el nivel del mar en Argentina.

## Sistemática

### Descripción original
La especie K. aterrimus fue descrita por primera vez por el ornitólogo alemán Johann Jakob Kaup en 1853 bajo el nombre científico Cnipolegus aterrimus; su localidad tipo es: «Cochabamba, Bolivia.»

### Etimología
El nombre genérico masculino «Knipolegus» se compone de las palabras del griego «knips, knipos» que significa ‘insecto’, y «legō» que significa ‘agarrar’, ‘capturar’; y el nombre de la especie «aterrimus», es un superlativo de la palabra del latín «ater» que significa ‘negro’; o sea ‘muy negro’ o ‘el más negro’.

### Taxonomía
La viudita del Río San Francisco (Knipolegus franciscanus), antes tratada como conespecífica con la presente, fue reconocida como especie plena, siguiendo a varios autores, como Ridgely & Tudor (2009) y corroborado por los análisis de ADN mitocondrial de todos los integrantes del género Knipolegus de Hosner & Moyle (2012), lo que fue validado por la aprobación de la Propuesta N° 574 al Comité de Clasificación de Sudamérica (SACC).
La subespecie K. aterrimus heterogyna del norte de Perú, es considerada como especie separada de la presente: la viudita del Marañón (Knipolegus heterogyna), por Aves del Mundo (HBW) y Birdlife International (BLI), con base en diferencias morfológicas de la hembra y de vocalización; sin embargo, esto no es seguido por otras clasificaciones.
El canto de la subespecie anthracinus es moderadamente diferente; también, parece haber una notable división en el canto entre las poblaciones de la subespecie nominal del norte (Bolivia y extremo norte de Argentina) y las del sur (resto de Argentina), sugiriendo la existencia de un posible taxón críptico.

### Subespecies
Según las clasificaciones del Congreso Ornitológico Internacional (IOC) y Clements Checklist, se reconocen tres subespecies, con su correspondiente distribución geográfica:
- Grupo monotípico heterogyna:
  - Knipolegus aterrimus heterogyna Berlepsch, 1907 – norte de Perú (valle del Marañón desde Cajamarca hacia el sur hasta Áncash).

- Grupo politípico aterrimus/anthracinus:
  - Knipolegus aterrimus anthracinus Cabanis, 1860 – sur de Perú (Junín, Ayacucho, Apurímac, Cuzco, norte de Puno) y noroeste de Bolivia (La Paz).
  - Knipolegus aterrimus aterrimus Kaup, 1853 – sur de Bolivia (Cochabamba y Santa Cruz hacia el sur hasta Potosí y Tarija) y oeste de Argentina (al sur hasta Chubut); también en Paraguay y noreste de Argentina en la temporada no reproductiva.